# Phylloserica candezei
Phylloserica candezei är en skalbaggsart som beskrevs av Brenske 1900. Phylloserica candezei ingår i släktet Phylloserica och familjen Melolonthidae.
Artens utbredningsområde är Madagaskar. Inga underarter finns listade i Catalogue of Life.